# Raphaël Masson
Pour les articles homonymes, voir Masson.
Raphaël Masson est un conservateur du patrimoine, adjoint du directeur du Centre de recherche du château de Versailles, responsable du programme de recherche sur les grandes fêtes du château de Versailles.
En 2018, il participe à l'émission Secrets d'Histoire consacrée à  Marie-Thérèse de France, intitulée  Madame Royale, l'orpheline de la Révolution, diffusée le 12 juillet 2018 sur France 2.
Aujourd’hui, il s’occupe du théâtre de la Reine à Versailles.